# Intagan
Intagan är en by i Hjärtums distrikt, Lilla Edets kommun, belägen mellan Lilla Edet och Trollhättan vid Göta älv. Platsen har fått namnet "Intagan" eftersom det var en omlastningsplats för gods till och från Vänern mellan båtar på älven ochlandstransport förbi Trollhättefallen. Vid gården Intagan, vid Göta älv inträffade en jordskredsolycka 7 oktober 1648, känd som jordfallet vid Åkerström. Det är den största dokumenterade jordskredsolyckan innanför Sveriges nuvarande gränser. När olyckan inträffade, var emellertid platsen ännu en del av Norge.